# Nicolas Pillin
Nicolas Pillin (né le 7 avril 1983) est un sportif professionnel français de BMX et snowscoot. Il fut sacré quatre fois champion du Monde de Snowscoot (2007, 2008, 2012 et 2014), une fois champion d'Europe (2005), trois fois champion de France (2003, 2004 et 2012) en Freestyle et deux fois champion de France (2004 et 2013) en snowscootcross .
Il fut sponsorisé par le fabricant suisse Insane Toys Snowscoot de 2002 à 2008 et est désormais rider officiel Jykk Snowscoot depuis 2009.
Il reste un précurseur de la mouvance Freestyle du snowscoot et est actuellement le seul pilote de snowscoot professionnel du Monde.

## Palmarès
2014
- Champion du Monde de Snowscoot-cross à Châtel, France
- Vice-champion de France de Snowscoot-cross

2013
- Champion de France de Snowscoot-cross

2012
- Champion du Monde de Snowscoot Freestyle à Isola 2000, France
- Vice-champion du Monde de Snowscoot-cross à Isola 2000, France
- Champion de France de Snowscoot Freestyle

2008
- Champion du Monde de Snowscoot Freestyle à Pra-Loup, France

2007
- Champion du Monde de Snowscoot Freestyle à Chamrousse, France
- 1er Indoor Snowscoot Open à Amnéville, France

2006
- Vice-champion d'Europe de Snowscoot Freestyle à Crans-Montana, Suisse
- 1er Indoor Snowscoot Open à Amnéville, France

2005
- Champion d'Europe de Snowscoot Freestyle

2004
- Champion de France de Snowscoot Freestyle
- Champion de France de Snowscoot-cross

2003
- Champion de France de Snowscoot Freestyle

2002
- 3e des championnats du Monde de Snowscoot Freestyle aux Diablerets, Suisse
- Vice-champion de France de Snowscoot Freestyle